# يانا أوليفر
يانا أوليفر (بالإنجليزية: Jana Oliver)‏ هي كاتِبة أمريكية، ولدت في 1953.